# Arrow Through Me
Arrow Through Me è una canzone di Paul McCartney, pubblicato come brano di chiusura del lato A dell'album Back to the Egg (8 giugno 1979) dei Wings, di buon successo commerciale. Il brano venne registrato dalla formazione della band denominata "Wings 6", che comprendeva Paul, sua moglie Linda, Denny Laine, Laurence Juber e Steve Holly; non vi compaiono chitarre, ma solo sintetizatori moog ed ottoni. Le registrazioni di Arrow Through Me iniziarono al Rude Studios della fattoria in Scozia di McCartney nelle prime settimane dell'estate 1978, e, probabilmente, finirono tra la fine dell'anno e l'inizio di quello successivo; le sessions scozzesi furono prime per l'LP, che contiene, registrate nella stessa occasione, anche le canzoni To You, Old Siam, Sir, Spin It On, Winter Rose ed Againg and Again and Again. Negli USA, in Australia, in Spagna ed in Giappone, il brano musicale venne pubblicato su un 45 giri (b-side: Old Siam, Sir); le etichette erano, rispettivamente, la Columbia, la Parlophone e l'Odeon per gli ultimi due Paesi. L'SP arrivò alla 29ª posizione di Billboard Hot 100 negli States. Old Siam, Sir, in Gran Bretagna, venne pubblicata sul lato A di un singolo (b-side: Spin It On), di mediocre successo commerciale. Il brano venne eseguito dal vivo durante il Wings UK Tour 1979. All'epoca, girarono voci, in seguito rivelatesi false, che Arrow Through Me ispirò l'hit Poison Arrow (1982) degli ABC. Il pezzo apparve nei titoli di testa della pellicola Oh! Heavenly Dog del 1980; un sample del brano venne incluso sulla traccia Gone Baby, Don't Be Long del CD New Amerykah Part Two: Return of the Ankh (2010) della cantante Erykah Badu.